# Marco Valerio Messalla Barbato
Marco Valerio Messalla Barbato (in latino Marcus Valerius Messalla Barbatus; ... – c. 23) è stato un politico romano, padre dell'imperatrice Messalina.

## Origini familiari
Barbato era figlio di Marco Valerio Messalla Appiano, console nel 12 a.C., e di Claudia Marcella minore. Il padre era figlio naturale di Appio Claudio Pulcro, console nel 38 a.C., ed era stato adottato da Marco Valerio Messalla, console suffetto nel 32 a.C. La madre era invece figlia di Gaio Claudio Marcello, console nel 50 a.C., e di Ottavia minore, sorella del primo imperatore romano Augusto. Barbato aveva una sorella, Claudia Pulcra, che aveva sposato Publio Quintilio Varo, console nel 13 a.C.

## Biografia
Barbato sposò la cugina materna Domizia Lepida, figlia di Lucio Domizio Enobarbo, console nel 16 a.C., e di Antonia maggiore. La coppia ebbe una sola figlia nata intorno al 20, Valeria Messalina, che avrebbe sposato il futuro imperatore Claudio. Barbato morì prima di poter diventare console, intorno al 23.